# Manoel de Oliveira
Manoel Cândido Pinto de Oliveira (Porto, 11 dicembre 1908 – Porto, 2 aprile 2015) è stato un regista e sceneggiatore portoghese.
È considerato il maggiore cineasta portoghese di tutti i tempi, nonché uno degli autori più significativi della storia del cinema mondiale. 
Imposto all'attenzione della critica soltanto dopo la personale alla Mostra internazionale d'arte cinematografica di Venezia del 1976, «pressoché sconosciuto alle normali platee», si legge in un articolo del dicembre 1984.

## Biografia
Terzo figlio di un industriale di passamanerie, studiò in Galizia presso i Gesuiti. A vent'anni cominciò a fare sport e corse automobilistiche fino al 1940, che gli diedero una certa notorietà. Negli anni trenta del XX secolo cominciò a girare documentari e il primo film. Refrattario al regime salazarista, negli anni quaranta e fino ai primi cinquanta si occupò di viticoltura e dell'azienda del padre. Nel 1955 va all'AGFA, in Germania, a studiare l'uso del colore. La scomparsa di Salazar dalla scena gli consente di tornare in Portogallo, dove ha inizio una nuova fioritura creativa.
Descritto come affascinante atletico e sportivo, «a tal punto che lo scultore Henrique Moreira lo utilizza come modello per la statua O atleta» acquisita dal Museo Nazionale Soares dos Reis e nota nell'ambiente calcistico del calcio portoghese.
Il primo approccio al cinema avviene frequentando la scuola di recitazione di Rino Lupo, «che lo scrittura come attore per Fátima Milagrosa» del 1928.

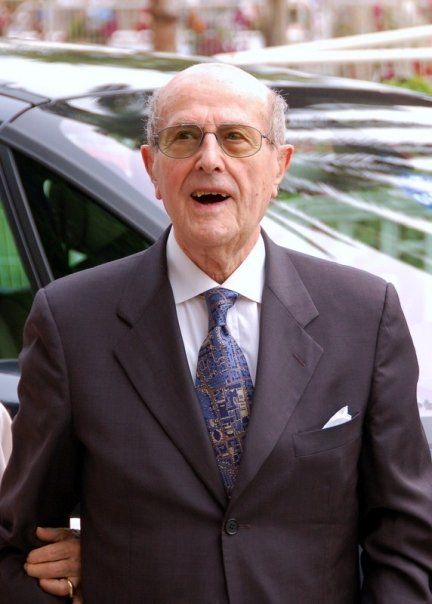
Manoel de Oliveira al Festival di Cannes nel 2001

Manoel de Oliveira a 14 anni dal film Aniki Bóbó, vissuti silenziosamente nel dimenticatoio del Segretariato Nazionale dell'Informazione salazariano e in una personale parentisi progettuale riguardante Angelica, nel 1956 torna al documentario, il genere con cui aveva debuttato in Douro, lavoro fluviale, realizzando Il pittore e la città. Viene proiettato in anteprima a Lisbona il 27 novembre del 1956 ed è il primo film portoghese a colori.
Gli anni novanta sono stati per lui fruttuosi e prolifici, e de Oliveira ha utilizzato il cinema in piena libertà, senza mai abbandonarne le radici letterarie. "Il teatro - ha detto - è un'arte, ma il cinema non è che un mezzo per fissare ciò che si recita davanti alla macchina da presa". Nel 1985 e nel 2004 ha vinto due Leoni d'oro alla carriera alla Mostra internazionale d'arte cinematografica di Venezia, e nel 2008 la Palma d'oro alla carriera al Festival di Cannes. Il regista ha continuato a dirigere film anche dopo aver superato i 100 anni di età (Singolarità di una ragazza bionda nel 2009, Lo strano caso di Angelica nel 2010, Gebo e l'ombra nel 2012).
Muore il 2 aprile 2015 all'età di 106 anni in seguito ad un arresto cardiaco.
Oliveira si è sposato con Maria Isabel Brandão de Meneses de Almeida Carvalhais (1918-2019), il 4 dicembre 1940 a Porto.
Avevano quattro figli:
- Manuel Casimiro Brandão Carvalhais de Oliveira (nato nel 1941).
- José Manuel Brandão Carvalhais de Oliveira (nato nel 1944).
- Isabel Maria Brandão Carvalhais de Oliveira (nata nel 1947).
- Adelaide Maria Brandão Carvalhais de Oliveira (nata nel 1948).

Avevano anche parecchi nipoti e bisnipoti, tra cui l'attore Ricardo Trêpa (figlio di Adelaide).
L'opera di Oliveira è strettamente collegata alla sua storia personale, a quella dell'umanità e della sua terra. Se il film La divina commedia, dedicato alla memoria del nipotino David, diventa una ricerca di risposte alla tragedia individuale attraverso la parodia, il finale de La valle del peccato possiamo ritrovarlo nei suoi scritti: «Estinzione (...) è il nostro entrare in quel grande spirito, in quell'immenso oceano dove tutti finiremo per sfociare».

## Lo stile
Presentato come cineamatore da Georges Sadoul a metà degli anni sessanta del novecento gli viene riconosciuto di «aver portato nel cinema portoghese una passione e sensibilità» tali da dare fin dalle primissime opere notevoli frutti. Accreditato universalmente e «senza dubbio il più importante autore del cinema portoghese» ne vengono messi in luce grossi problemi con la censura e con la produzione ufficiale durante il regime dittatoriale di Salazar. È stato scritto che durante tale epoca «l'arte, come la società, è stata anestetizzata da un eterno presente, in cui le radici del passato erano flebili, e gli sbocchi futuri assenti». Oliveira con il film Le Souleir de satin, che rappresenta «l'espressione più radicale» sul cinema delle origini, inizia «una riflessione sull'archeologia dello sguardo cinematografico (...) che, a dispetto del suo carattere naïf e anacronistico», si accorda con una certa cultura cinematografica contemporanea all'opera stessa.
Le immagini cinematografiche di Manoel de Oliveira tendono a rivelare la finzione attraverso lo sconfinamento nel teatro e il rapporto tra i due linguaggi non è «mai visto in termini di conflitto e di negazione. Spesso il teatro e il cinema sono uno il prolungamento dell'altro, convivono all'interno della stessa dimensione creativa, (...) legati da un comune denominatore: la vita». In effetti la specificità propria del cinema, che si è costituita negli anni 1910 - 1920 separandosi dalle convenzioni teatrali, ha fatto si che ciò che delimita il cinema è il teatro. Queste specificità sono tuttavia più tecniche che estetiche, ma i limiti sono fissati perché un film che li superi perderebbe il proprio linguaggio specifico, linguaggio che pur registrando apparentemente la realtà, non appena questa viene proiettata, «non si tratterà più di realtà, bensì di un fantasma».

## Le tematiche

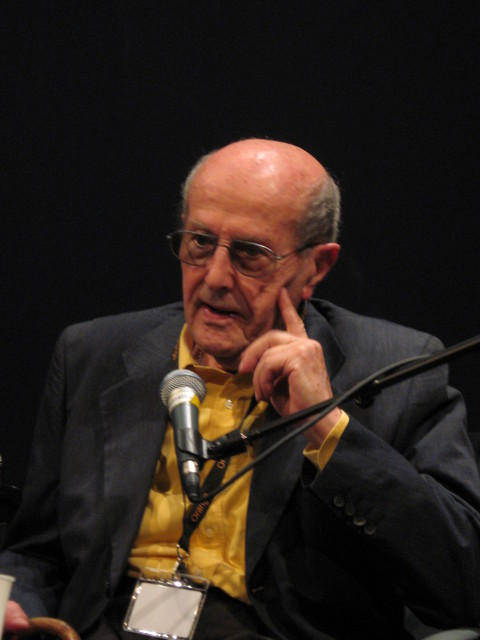
Manoel de Oliveira alla Cinémathèque française nel 2008

La fama di Manoel de Oliveira si manifestò pienamente dopo i sessanta anni. «A 60 anni, la maggior parte dei grandi nomi nella storia del cinema (Welles, Griffith, Ėjzenštejn, Ozu, Mizoguchi, Stroheim, Lubitsch, Ophuls, etc.) avevano già concluso la loro opera e anche quelli che la continuarono nella "grande età" (Ford, Lang, Hitchcock, Hawks, Renoir, Dreyer, King, Vidor, Cukor, Fellini, Dovjenko) la diradarono considerevolmente». Le tematiche che il regista affronta non risentono del proprio invecchiamento, e in ciò un collegamento va fatto con Luis Buñuel, che dirige il suo ultimo film, Quell'oscuro oggetto del desiderio, ben oltre i sessant'anni. L'arco della vita di Oliveira si identifica con le sue tematiche. «L'opera di de Oliveira si sviluppa intorno a questi tre temi - paura, colpa, sesso - , inserendosi chiaramente nel solco di una delle principali fonti d'ispirazione dell'arte occidentale».
Le Cahiers du cinéma in occasione della versione restaurata di Francisca, disponibile dal 12 luglio 2023, dedica una pagina al film ricordando che quando nel 1980 Oliveira gira questa sua opera, il suo sesto lungometraggio, ha 72 anni, e infatti il film appare come un testamento macabro, si pensi ad esempio al dettaglio del cuore della donna conservato in un reliquiario di vetro, una certa visione lugubre che ritroveremo in seguito anche ne I cannibali e La divina commedia. La sofferenza e la sottomissione di Francisca, interpretata Teresa Menezes, che lavorerà ancora con Oliveira ne I cannibali e No, la folle gloria del comando prima di eclissarsi dagli schermi cinematografici, sarà riscattata dal personaggio di Emma, ispirata a Madame Bovary e interpretata dall'attrice feticcio del maestro portoghese, Leonor Silveira, in La valle del peccato. Emma muore non per essersi sottomessa ad un uomo dominatore, ma per aver voluto la propria emancipazione.

## Critica
Lo stile alto di Oliveira che si nutre di parole e immagini in accordo con la storia letteraria ed artistica del Portogallo è stato subito evidenziato dagli studiosi del regista.
«Uno stile ieratico, raggelato nella distanziazione secondo una dimensione estetica del tutto inusuale che richiede allo spettatore di lasciarsi assorbire pazientemente e con intelletto nell'incanto della rappresentazione, (...)».
Gianni Volpi ha scritto che dopo il film Passato e presente del 1971, che segnava il ritorno alla regia dell'anziano cineasta che sovrastò gli anni delle dittature di Salazar e Caetano, «Oliveira ha dato vita a un'opera che filtra un corpus ricchissimo di materiali colti con la purezza e la modernità di un cinema che si interroga sulla "rappresentazione" e ritorna alle proprie origini».
Negli anni Novanta Serge Daney in un saggio dedicato al cinema nell'ambito del suo ultimo progetto di rivista, Trafic, scrive che in quel momento il più grande cineasta è certamente l'ottantacinquenne Manoel de Oliveira, aggiungendo che in ogni caso egli non sarà mai maggioritario. Oliveira continua il cinema di maniera in un modo totalmente stupefacente, nello stesso tempo molto arcaico e completamente insolente.

## Riconoscimenti
- 1976: Retrospettiva alla Mostra internazionale d'arte cinematografica di Venezia
- 1981: Premio INTERFILM al Festival internazionale del cinema di Berlino
- 1985: Leone speciale alla Mostra internazionale d'arte cinematografica
- 1990: Premio FIPRESCI (premio speciale) al Festival di Cannes
- 1991: Leone d'argento - Gran premio della giuria alla Mostra internazionale d'arte cinematografica per La divina commedia
- 1992: Pardo d'onore al Festival del film Locarno
- 1993: Premio per il miglior contributo artistico al Tokyo International Film Festival per La valle del peccato
- 1994: David Luchino Visconti
- 1994: Premio Akira Kurosawa al San Francisco International Film Festival
- 1997: Premio FIPRESCI al Festival di Cannes per Viaggio all'inizio del mondo
- 1997: Premio della giuria ecumenica – Menzione specialeal Festival di Cannes per Viaggio all'inizio del mondo
- 1997: Premio FIPRESCI ai European Film Awards per Viaggio all'inizio del mondo
- 1997: Premio speciale alla carriera al Tokyo International Film Festival
- 1998: Premio Flaiano alla carriera
- 1998: Grand Prix Special des Amériques al Montreal World Film Festival
- 1999: Premio della giuria al Festival di Cannes per La lettera, film tratto dal romanzo La principessa di Clèves di Madame de La Fayette
- 2000: Premio Efebo d'Oro per La Lettera
- 2000: Premio Medaglia d'Oro "Turris Alex" per la carriera dall'Amministrazione Comunale di CEPAGATTI (Pescara)-Italia
- 2001: Premio Robert Bresson
- 2001: Premio UNESCO alla Mostra internazionale d'arte cinematografica per Porto della mia infanzia
- 2004: Premio alla carriera per la speciale sensibilità visiva nella regia al Camerimage
- 2004: Leone d'oro alla carriera alla Mostra internazionale d'arte cinematografica
- 2005: Premio alla carriera al Chicago International Film Festival
- 2006:  Premio Europa David Mourão-Ferreira. URL consultato il 21 luglio 2019 (archiviato dall'url originale il 2 aprile 2014).(sezione Mito), organizzato dal, dell´Università di Bari e dell´Instituto Camões
- 2006: Premio speciale alla carriera al Festival internazionale del cinema di Porto
- 2007: Premio onorario agli European Film Awards
- 2008: Palma d'oro alla carriera al Festival di Cannes
- 2009: Berlinale Kamera al Festival internazionale del cinema di Berlino

## Filmografia

### Regista

#### Lungometraggi
- Aniki Bóbó (1942)
- Atto di primavera (Acto da Primavera) (1963)
- Il passato e il presente (O Pasado e o Presente) (1971)
- Benilde o la Vergine Madre (Benilde ou a Virgem Mãe) (1975)
- Amore di perdizione (Amor de Perdição) (1978)
- Francisca (1981)
- Conversazione privata (Visita, ou Memorias e Confissões) (1982 - 2015)
- Le Soulier de satin (1985)
- Mon cas (1986)
- I cannibali (Os Canibais) (1988)
- No, la folle gloria del comando (Non ou A Vã Gloria de Mandar) (1990)
- La divina commedia (A Divina Comédia) (1991)
- Giorno della disperazione (O Dia do Desespeo) (1992)
- La valle del peccato (Vale Abraão) (1993)
- A caixa (1994)
- I misteri del convento (O Convento) (1995)
- Party (1996)
- Viaggio all'inizio del mondo (Viagem ao principio do mundo) (1997)
- Inquietudine (Inquietude) (1998)
- La lettera (A Carta / La Lettre) (1999)
- Parole e utopia (Palavra e utopia) (2000)
- Ritorno a casa (Je Rentre à la Maison) (2001)
- Porto della mia infanzia (Porto da minha infância) (2001)
- Il principio dell'incertezza (O Principio da Incerteza) (2002)
- Un film parlato (Um Filme Falado) (2003)
- Il quinto impero - Ieri come oggi (O Quinto Império - Ontem como Hoje) (2004)
- Specchio magico (Espelho magico) (2005)
- Bella sempre (Belle toujours) (2006)
- Cristoforo Colombo - L'enigma (Cristóvão Colombo - O Enigma) (2007)
- Singolarità di una ragazza bionda (Singularidades de uma Rapariga Loira) (2009)
- Lo strano caso di Angelica (O estranho caso de Angélica) (2010)
- Gebo e l'ombra (Gebo et l'ombre) (2012)

#### Cortometraggi
- Douro, lavoro fluviale (Douro, Faina Fluvial) (1931) - Documentario
- Estatuas de Lisboa (1932) - Documentario
- Os Ultimos Temporais: Cheias do Tejo (1937) - Documentario
- Ja Se Fabricam Automoveis em Portugal (1938) - Documentario
- Miramar, Praia das Rosas (1938) - Documentario
- Famalicão (1941) - Documentario
- Il pittore e la città (O Pintor e a Cidade) (1956) - Documentario
- O Coração (1958) - Documentario (incompiuto)
- La caccia (A Caça) (1963)
- Villa Verdinho - Uma Aldeia Transmontana (1964) - Documentario
- La pittura di mio fratello Giulio (As Pinturas do Meu Irmão Julio) (1965) - Documentario
- A Proposito da Bandeira Nacional (1988) - Documentario
- Momento (2002)
- Do Visível ao Invisível (2005)
- O Improvável Não é Impossível (2006)
- Chacun son cinéma - A ciascuno il suo cinema (Chacun son cinéma ou Ce petit coup au coeur quand la lumière s'éteint et que le film commence), episodio Rencontre unique (2007)
- O Vitral e a Santa Morta (2008)
- Romance de Vila do Conde (2008)
- Painéis de Sao Vicente de Fora - Visao Poetica (2010)
- Centro Histórico, episodio O Conquistador Conquistado (2012)
- O Velho do Restelo (2014)

#### Documentari
- Il pane (O Pão) (1959)
- Nice - À propos de Jean Vigo (1983)
- Lisbona capitale d'Europa (Lisboa Cultural) (1984) - Documentario [TV]
- Simposio Internacional de Escultura em Pedra - Documentario [TV], coregia di Manuel Casimiro (1986)

### Attore
- Fátima Milagrosa, regia di Rino Lupo (1928)
- A Canção de Lisboa, regia di Cotinelli Telmo (1933)
- Conversazione conclusa (Conversa Acabada), regia di João Botelho (1980)
- Cinématon, regia di Gérard Courant (1981)
- Oliveira, l'Architecte, dalla serie televisiva Cinema de notre temps, regia di Paulo Rocha (1993)
- Lisbon Story, regia di Wim Wenders (1994)
- Conversazione a Porto, regia di Daniele Segre, con Manoel de Oliveira e Agustina Bessa-Luis, supervisione di Aniello Angelo Avella, Fondazione Libero Bizzarri, Italia (2006)
- Cristoforo Colombo - L'enigma (Cristóvão Colombo - O Enigma), regia di Manoel de Oliveira (2008)